# Carcellia dumetorum
Carcellia dumetorum är en tvåvingeart som först beskrevs av Macquart 1850.  Carcellia dumetorum ingår i släktet Carcellia och familjen parasitflugor.
Artens utbredningsområde är Schweiz. Inga underarter finns listade i Catalogue of Life.